# Abu l-Wafa
Muhammad Aboul-Wafa
Pour les articles homonymes, voir Wafa.
Abu Al-Wafa ou Abu l-Wāfā’ ou Muhammad Aboûl-Wafâ, (en persan : محمد ابوالوفای بوزجانی), né en 940 à Bouzjan et mort en 998 à Bagdad était un astronome et mathématicien persan et musulman principalement connu pour ses apports en trigonométrie plane et en trigonométrie sphérique.

## Biographie
Né en 939 ou 940 à Buzjan dans la région de Khorassan, il étudie les mathématiques auprès de ses oncles.
En 959, il émigre à Bagdad où il restera jusqu'à sa mort pendant l'apogée de la dynastie abbasside. Sous le règne des Bouyides, `Adhud ad-Dawla et son fils Charaf ad-Dawla, Bagdad devient un important centre culturel. Introduit à la cour, Abu l-Wafa rejoint al-Quhi et al-Sijzi comme astronome.
Parallèlement à ses observations astronomiques, Abu l-Wafa s'intéresse à la géométrie, la trigonométrie, l'algèbre et correspond avec les autres scientifiques de son époque.

## Contributions

### Astronomie
Abu l-Wafa s'intéresse aux mouvements de la lune. Il observe en particulier, à Bagdad, l'éclipse de lune du 24 mai 997 concomitamment avec al-Biruni situé à Kath, permettant ainsi de préciser la différence de longitude entre les deux villes. Il corrige les tables lunaires de son époque mettant en évidence ce que Tycho Brahe appellera la troisième variation.

### Trigonométrie
Dans son livre La révision de l'Almageste (par référence à l'Almageste de Ptolémée), il complète les tables trigonométriques de ses prédécesseurs notamment sur la tangente, en utilisant des méthodes géométriques comparables à nos formules de trigonométrie (voir par exemple la démonstration ci-dessous pour la détermination du sinus de la différence de deux arcs).
On lui doit la notion de cercle trigonométrique, celles de sécante et cosécante. On lui attribue aussi la formule des sinus en trigonométrie sphérique :
{\displaystyle {\frac {\sin(A)}{\sin(a)}}={\frac {\sin(B)}{\sin(b)}}={\frac {\sin(C)}{\sin(c)}}}

### Géométrie
Abu l-Wafa commente les œuvres d'Euclide, Diophante et al-Khwarizmi (ces commentaires ont disparu). Dans son livre Sur l'indispensable aux artisans en fait de construction, il développe des constructions approchées à la règle et au compas de polygones réguliers à cinq, sept ou neuf côtés. Il s'intéresse en particulier aux constructions réalisables avec un compas d'écartement constant. Il propose une construction de la parabole. Il propose des constructions mécaniques de trisections d'angles et de duplication du cube. Il s'intéresse au problème de la division d'un carré en somme de plusieurs carrés et propose une première solution à la trisection du carré. Également démonstration du théorème de Pythagore, il utilisera cette preuve par dissection pour expliquer le théorème de Pythagore aux artisans.

Triangle équilatéral AEF inscrit dans le carré ABCD

Il est connu pour une solution du problème géométrique suivant. Soit ABCD un carré de centre O. Le problème est : construire un point E sur le segment BC et son symétrique F par rapport à la droite (AC) de telle façon que le triangle AEF soit équilatéral.
La solution proposée par Abu l-Wafa est la suivante :
1. Construire le cercle circonscrit à ABCD.
2. Construire un second cercle, de centre C et passant par O.
3. Noter U et V les deux points auxquels ces cercles se coupent.
4. On peut alors prouver que les droites (AU) et (AV) coupent le carré en deux points qui sont les points E et F recherchés.

Le Livre sur les constructions géométriques nécessaires aux artisans d'Abu l-Wafa est un recueil d'une centaine de constructions géométriques. Leur comparaison à celles qui apparaissent dans les traités mathématiques de la Renaissance montre des ressemblances frappantes. Toutefois, ces similitudes n'ont pas été jugées concluantes, parce qu'elles pourraient aussi bien résulter de reconstructions indépendantes. La descendance de ce traité dans l'Europe latine est toujours débattue.

### Arithmétique
Dans son livre Ce qui est nécessaire en arithmétique pour les comptables et les hommes d'affaires, il développe des mathématiques en même temps théoriques (fraction, multiplication, division, mesures) et pratiques (calculs de taxes, unités de monnaies, paiement  de traitements). Bien que connaissant la numération indienne, il ne l'utilise pas dans cet ouvrage adressé au grand public. Il développe cependant une théorie sur les nombres négatifs les associant à l'image d'une dette : 3 - 5 représentant par exemple une dette de 2. Il accepte de multiplier ces nombres négatifs par des positifs et de les incorporer dans des calculs.

### Optique
Abu l-Wafa s'intéresse aussi à l'optique et publie un livre sur les miroirs ardents, miroirs dont tous les rayons réfléchis convergent en un même point, permettant ainsi d'obtenir en ce point une chaleur suffisante pour enflammer un objet.

## Écrits
Abu l-Wafa a écrit de nombreux livres dont certains ont disparu :
- Kitab fi ma yahtaj ilayh al-kuttab wa'l-ummal min 'ilm al-hisab (Ce qui est nécessaire en arithmétique pour les comptables et les hommes d'affaires) entre 961 et 976 ;
- Kitab al-Handasa (Sur l'indispensable aux artisans en fait de construction) ;
- Al-Kitab al-Kamil (Le livre complet), une révision de l'Almageste ;
- une théorie sur la Lune (disparu) ;
- El Wadih (des tables trigonométriques, disparu) ;
- un traité sur les coniques (disparu) ;
- Kitab al-maraya al-muhriqa (Livre sur les miroirs ardents).

### Sources
- Hebri Bousserouel, Les savants musulmans oubliés de l'histoire.
- Ahmed Djebbar, Une histoire de la science arabe [détail de l’édition].
- Joseph Bertrand, « La théorie de la lune d’Aboul Wefa », Comptes Rendus des Séances de l'Académie des Sciences, Paris, no 73,‎ 1872, p. 581-588
- (en) John J. O'Connor et Edmund F. Robertson, « Abu l-Wafa », sur MacTutor, université de St Andrews.
- Biographie sur le site d'Imago Mundi
- Tangram d'Abu'l Wafa en géométrie dynamique, dissection d'un triangle en un rectangle de même aire.